# The Wasp (film fra 1918)
The Wasp er en amerikansk stumfilm fra 1918 af Lionel Belmore.

## Medvirkende
- Kitty Gordon - Grace Culver
- Rockliffe Fellowes - Harry Cortland/Tim Purcell
- Charles Gerry - John Culver
- Zadee Burbank
- William Calhoun - Cortland
- Edward Roseman - Jackson Devereaux
- Victor Kennard - Kane Putnam
- Lionel Belmore - Brazsos
- Hazel Washburn - Miller
- Edmund Burns